# Anisomysis hosakai
Anisomysis hosakai är en kräftdjursart som beskrevs av Murano 1990. Anisomysis hosakai ingår i släktet Anisomysis och familjen Mysidae. Inga underarter finns listade i Catalogue of Life.